# Molophilus (Molophilus) ascendens
Molophilus (Molophilus) ascendens is een tweevleugelige uit de familie steltmuggen (Limoniidae). De soort komt voor in het Neotropisch gebied.